# Droga wojewódzka 734
Die Droga wojewódzka 734 (DW 734) ist eine zehn Kilometer lange Droga wojewódzka (Woiwodschaftsstraße) in der polnischen Woiwodschaft Masowien, die Baniocha mit Wygoda verbindet. Die Strecke liegt im Powiat Piaseczyński und im Powiat Otwocki.

## Streckenverlauf
Woiwodschaft Masowien, Powiat Piaseczyński
-  Baniocha (DK 79)
- Łubna
- Kawęczynek
-  Słomczyn (DW 724, DW 868)
-  Turowice (DW 724)
- Dębówka

Woiwodschaft Masowien, Powiat Otwocki
- Nadbrzeż
- Otwock Wielki
-  Wygoda (DW 801)